# Słowacka Telewizja i Radio
Słowacka Telewizja i Radio (słow.) Slovenská televízia a rozhlas, w skrócie STVR – słowackie medium publiczne powstałe w wyniku ustawy likwidującej dawną spółkę – RTVS (Rozhlas a televízia Slovenska) w dniu 1 lipca 2024 roku. Jej powstanie związane jest z zapowiadaną zmianą w mediach publicznych. Słowacka minister kultury twierdziła, iż taka zmiana jest potrzebna, ponieważ jej zdaniem RTVS "stopniowo traciły swój obiektywizm i zrezygnowały z równowagi prezentowanych opinii".

## Kanały radiowe
Nadawała 9 kanałów radiowych:
- naziemne (analogowe)
  - Rádio Slovensko
  - Rádio Regina
  - Rádio Devín
  - Rádio FM
  - Rádio Patria
- cyfrowe
  - Rádio Slovakia International
  - Rádio Klasika
  - Rádio Litera
  - Rádio Junior

Rádio Slovensko, Rádio Regina, Rádio Devín i Rádio_FM nadawały na falach ultrakrótkich; Rádio Patria na UKF-ie i falach średnich. Wszystkie stacje nadawały drogą satelitarną, w internecie, a także w DVB-T.

## Kanały telewizyjne
Nadawała 5 kanałów telewizyjnych:
- Jednotka
- Dvojka
- RTVS Sport[6]
- RTVS 24[7]

### Kanały zlikwidowane
- Trojka

Jednotka, RTVS Sport oraz RTVS 24 były kanałami, które nadawały 24 godziny na dobę, zaś Dvojka nadawała tylko około 18 godzin na dobę (nie dotyczy dni z nocnymi transmisjami obrad Narodowej Rady Republiki Słowackiej. Wszystkie te kanały dostępne były przez cyfrowe nadajniki naziemne (do czerwca 2011 Jednotka i Dvojka nadawała naziemnie analogowo), telewizję kablową, przez satelitę Astra 3A 23,5° wschód oraz przez internet na oficjalnej stronie RTVS. Dawniej istniał również kanał Trojka.